# Héctor Babenco
Héctor Babenco (Mar del Plata (Argentina) 7 de febrer de 1946 - São Paulo, Brasil, 13 de juliol de 2016) va ser un director, guionista i productor brasiler d'origen argentí. És conegut pels seus films, d'un realisme cru, o el sistema carcerari sud-americà com Pixote, a Lei do Mais Fraco, O Beijo da Mulher Aranha i Carandiru.

## Biografia
Héctor Babenco era fill de Janka Haberberg, immigrant jueva-polonesa i de Jaime Babenco, gautxo argentí d'origen ucraïnià. Viu a Europa de 1964 a 1968. El  1969, decideix anar a São Paulo. Adquireix la nacionalitat brasilera l'any 1977.
El 1973, Héctor Babenco comença la seva carrera realitzant O Fabuloso Fittipaldi, un documental sobre el pilot de cotxes de carreres brasiler Emerson Fittipaldi. El 1975, realitza el seu primer llargmetratge de ficció titulat O Rei da Noite.
Descobert l'any 1981 amb el film Pixote, A Lei do Mais Fraco, adaptació de la novel·la Infancia dos mortos de José Louzeiro. Aquest film sobre els nens  dels carrers delinqüents és un èxit de critica, entre d'altres lloat per Roger Ebert i Pauline Kael.
El 1985, adapta la novel·la de Manuel Puig amb el film O Beijo da Mulher Aranha amb els actors Raúl Juliá, William Hurt i Sonia Braga. Aquest film és també un èxit de critica i permet a Héctor Babenco de ser nominat als Oscars a la categoria de millor director i a William Hurt d'assolir l'Oscar al millor actor l'any 1986.
El film Espina de ferro, adaptació de la novel·la  del mateix nom de William J. Kennedy premiat amb el  Pulitzer de la ficció l'any 1984, suposa als actors Jack Nicholson i Meryl Streep una nominació per l' Oscar al millor actor i pel Oscar a la millor actriu l'any 1988.
Héctor Babenco és membre del jurat del Festival de Canes l'any 1989 i de la Mostra de Venècia el 1998.
A continuació, adapta Peter Matthiessen amb Jugant en els camps del senyor (1991) a continuació el best-seller de Drauzio Varella titulat Estação Carandiru amb el film Carandiru (2001) que és presentat en selecció oficial al Festival de Canes 2003.
Realitza el seu últim film l'any 2015, My Hindu Friend, amb Willem Dafoe. Aquest film està inspirat en el període durant el qual ha lluitat contra el càncer.
Mor d'una parada cardíaca el 13 de juliol de 2016 de.

## Filmografia
- 1973: O Fabuloso Fittipaldi (documental)
- 1975: O Rei da Noite
- 1977: Lúcio Flávio, o Passageiro da Agonia
- 1981: Pixote, a Lei do Mais Fraco
- 1984: A Terra é Redonda Como uma Laranja
- 1985: O Beijo da Mulher Aranha
- 1987: Espina de ferro (Ironweed)
- 1991: Jugant en els camps del senyor (At Play In The Fields Of The Lord)
- 1996: Corazón iluminado
- 2003: Carandiru
- 2007: El pasado
- 2014: Words with Gods - segment The Man That Stole a Duck
- 2015: My Hindu Friend (Meu Amigo Hindu)